# Philicorda

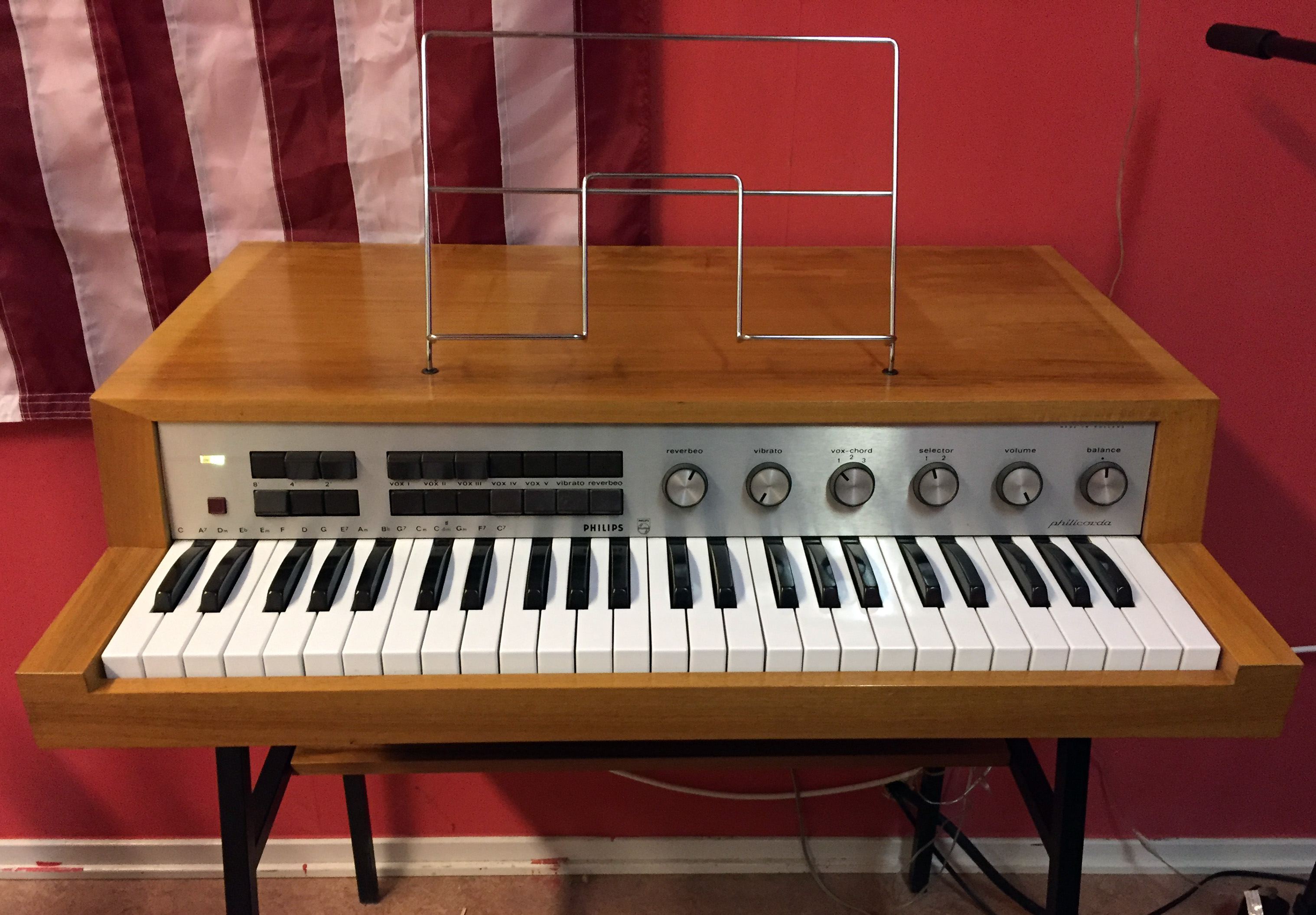
1967 Philicorda 22GM751

In den 1960er Jahren brachte die niederländische „Gloeilampenfabrieken Philips“ in Eindhoven eine der ersten elektrischen Heimorgeln für den Massenmarkt heraus und bestritt kurz danach mehr als 60 % Marktanteil mit diesen Instrumenten, die sie Philicorda nannten.

## Geschichte
Dass Philips als Hersteller von Glühlampen überhaupt eine elektronische Orgel herstellte, lag weniger daran, dass zur damaligen Technik der Tonerzeugung noch Röhren benutzt wurden, sondern eher darin begründet, dass sich Philips in den 1960er Jahren für den Technikmarkt öffnete und u. a. auch den ersten tragbaren Compact-Cassettenrecorder herstellte.
Im eigenen „Philips Natuurkundig Laboratorium“ in Eindhoven (genannt „Natlab“) arbeiteten 1960 bis 1965 zudem Tom Dissevelt und Dick Raaijmakers an elektronischer Musik und neuen elektronischen Musikinstrumenten. Unter ihrer Mitwirkung entstand 1961 der Prototyp „AG7400“.

## Modelle ab 1961
1961 erschien die Philips-Orgel AG7400 als Prototyp auf dem Markt, eine vieroktavige und einmanualige Version, die über diverse Audio Ein- und Ausgänge, Fußschweller, drei Register und eine Einfinger-Akkord-Automatik verfügte. Die AG 7400 hatte noch keinen eigenen Systemverstärker. Anfang 1963 wurde die Philicorda dann offiziell auf dem Musikmarkt eingeführt mit der AG 7500/00 und der AG7500/11 (mit Aufschriften in englischer Sprache) sowie der AG7500/22 (mit Aufschriften in Deutsch). Unterhalb der AG7500 war ein separater Röhrenverstärker mit Lautsprechern, AG7600 betitelt, angebracht. Im Jahre 1965 stellte Philips seine Orgelserienbezeichnungen um und führte die "750er"-Serie ein, deren Instrumente über sechs anstelle von vier Drehreglern verfügten, Federhall (Reverbeo) und Vibratoeffekt sowie einen bereits im Chassis eingebauten Verstärker hatten.
Der Philicorda 751 in der Modellausführung GM751/11 (Aufschriften in Englisch) und GM751/22 (mit ebensolchen in Deutsch) folgte 1967 die GM752 mit leicht verändertem Aussehen der Kipp-Schalter, in die neben den Röhren zur Verstärkung nun auch Transistoren eingebaut waren. Ende 1967 erschien mit der Philicorda GM753 die letzte Orgel im ‚alten‘ Philicorda Design. Allerdings verfügte diese Version für die Bühne über keinen eigenen Verstärker mit Lautsprecher und war fast durchgängig transistorisiert. Obwohl die Philicordas, angefangen von der AG 7400 bis zur GM753 jeweils geringe Klangunterschiede hatten, wurde der philicorda-typische warme, durch Verwendung von Kaltkatodenrelaisröhren begründete, Grundklang über die Jahre beibehalten. Der Tonumfang aller Philicorda-Orgeln umfasst 4 Oktaven (=49 Tasten) bei Fußlagen von 8'/4'/2'. Die Register Vox I/Vox II/Vox III/Vox IV/Vox V können über die Effektregler: Vibrato, Hall/Reverbo, Lautstärke, Balance und Kombination (zwischen Akkord-Automatik und normalem Manual) geregelt werden. Über ein externes Pedal kann die Lautstärke feingeregelt werden.

## Einfinger-Akkord-Automatik
Die Philicorda-Orgeln gelten heutzutage als die 'Ur-Mütter' der Einfinger-Akkord-Automatik, aus der sich schließlich auch ihr Name ableitete und die inzwischen international bei fast allem Klein-Keyboards übernommen wurde. Bei der Philicorda-Akkordautomatik gibt es eine Akkordbelegung auf einzelnen Tasten, d. h.: drückt man z. B. das „Gis“ erklingt ein E7-Akkord, bei „A“ ein a-Moll Akkord. Jede Philicorda hat insgesamt 17 vorprogrammierte Akkorde (C - A7 - Dm - Eb - Em - F - D - G - E7 - Am - B - G7 - Cm - H9 - Gm - F7 - C7), deren Tastenbelegung sich jedoch zwischen der AG7500 und der GM754 verändert hat. Die Akkordsektion ist auch Splitpunkt des Manuals; in dessen unterem Bereich kann die Orgel zudem zusätzlich zu den jeweiligen Akkorden einen festeingestellten Klang erzeugen.

## Lizenzbau
Ende der 1960er Jahre vergab Philips eine Lizenz an den amerikanischen Orgelhersteller Penncrest, der die Philicorda 753 als portables Modell im Koffer mit aufklappbarem Tastaturfeld baute und erstmals das Naturholzdesign aufgab: die Penncrest 753 war blau oder schwarz.

## Modelle ab 1970

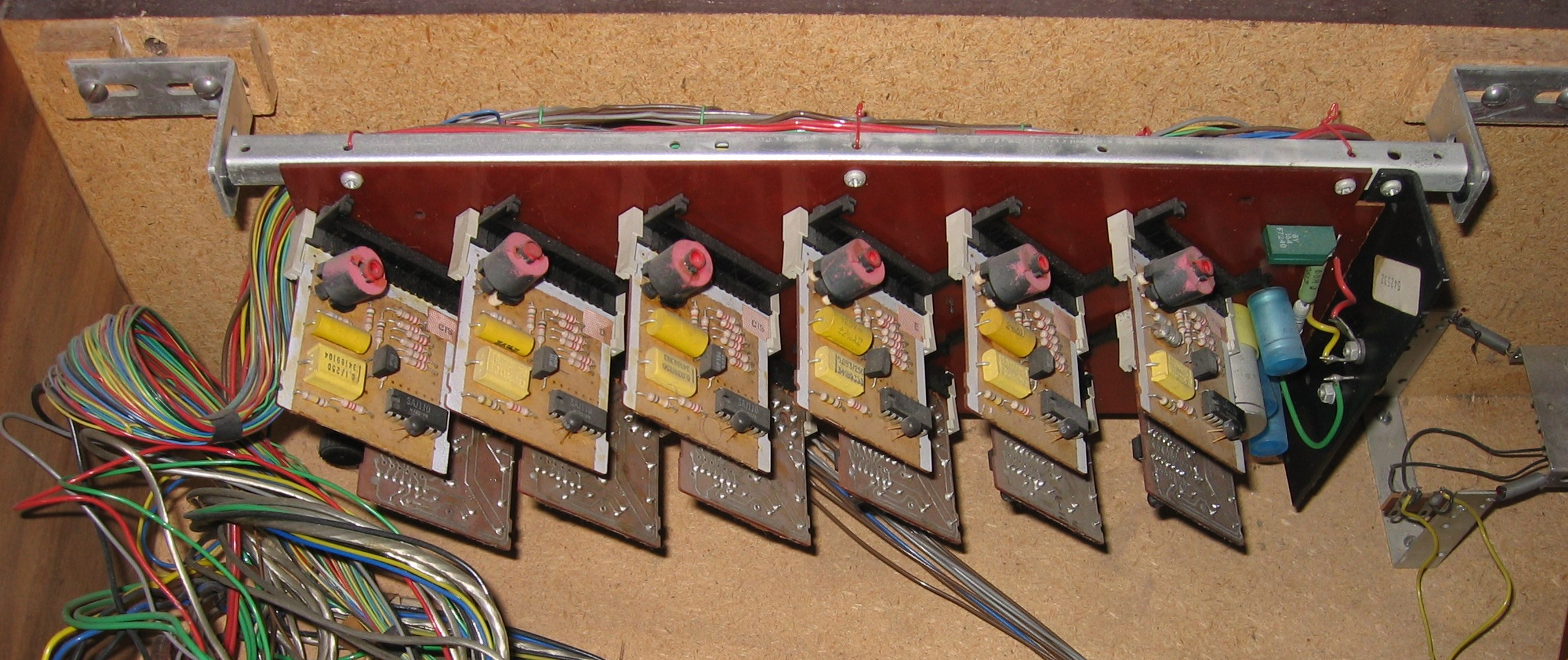
Tongenerator der GM760

Anfang der 1970er Jahre wurde die einmanualige Philicorda vom Design her überarbeitet: die GM754er-Serie (bei welcher sich die Lautsprecheröffnungen nun unterhalb des Orgelkörpers befanden) entstand mit veränderter Akkordbelegung und mit Schiebe- anstelle der Drehregler, wobei der unverwechselbare Sound freilich unverändert blieb. Kurz zuvor versuchte Philips als 760er-Serie erstmals zweimanualige Philicorda Orgeln auf dem Markt zu etablieren. Die erste davon, die GM760, war aber technisch gesehen nichts anderes als zwei zusammenmontierte GM753 der auslaufenden Serie. Nun verschwand die Akkordautomatik. 1972 folgte dann mit der GM761 eine weitere zweimanualige Orgel, die von Klang und Optik an die GM754 angelegt war und über einen Philips-Cassettenrecorder verfügte, auf dem man sein Orgelspiel aufnehmen konnte. Das für Mitte der 1970er Jahre vorgesehene Modell GM755 sah jedoch niemals das Licht der Öffentlichkeit, da zu dieser Zeit bereits der Siegeszug der italienischen und japanischen Orgelkeyboards eingesetzt hatte.
Ende der 1970er Jahre versuchte Philips noch einmal auf dem internationalen Orgelmarkt mit den zweimanualiger Heimorgeln, der „Rhythm 10“ (GM758) und „AutoMagic“ (GM762) Fuß zu fassen. Bei dieser Serie verschwanden die sichtbaren Lamellen vor den Lautsprechern und die Metalloberflächen um die Bedienelemente. Zuvor verschwand der Steg zwischen den Wippschaltern. Registerschalter, Druckknöpfe und Schieberegler wurden in gelb, orange und braun gehalten. Sie ersetzen die Farben Elfenbein, Rot, Dunkelblau, Grau und Beige. Die Manuale hatten nur einen Schaltkontakt, was die 12 Oszillatoren um schaltbare Mischer und Filter erweiterte und den Klang veränderte. Die GM762 kam mit einer Matrixtastatur zu den 12 Oszillatormodulen. Diese Technik erlaubte Hüllkurve auf gewisse Töne des oberen Manuals, sowie die Ausstattung mit Sensortasten für Presets und Schiebepotentiometer als Zugriegel, wovon das untere Manual mit zwei (8 und 4), sowie das obere Manual mit 5 Zugriegeln (16, 8, 4, 2⅔, 2) ausgestattet wurden. Die hat eine vollständige Begleitautomatik mit zuschaltbarem Schlagzeug, Bass und Chords. Die Orgel ist ungefähr 2,5 cm höher als ihr abgerüstetes Schwestermodell GM758, welches nur eine Schlagzeug-Automatik verfügt und nur drei mit den voreingestellten Instrumenten kombinierbare Presets. Bei dieser letzten Generation sind die Manuale um eine Oktave versetzt. Sie haben einen Geräuschgenerator einer Schlagzeugnachbildung, der von einer Sequenz vorprogrammierter Rhythmen gesteuert wird. Tempo und Lautstärke sind einstellbar. Start und Synchronstart sind vorhanden. Am Lautstärkeschweller (Pedal) ist links ein Knopf zum Ausschalten des Rhythmus angebracht, der durch Drehen des Fußes betätigt wird. Philips gab kurz danach aber sein Bemühen auf und stellte die Produktion von Philicorda-Orgeln ein.

## Klang und Design

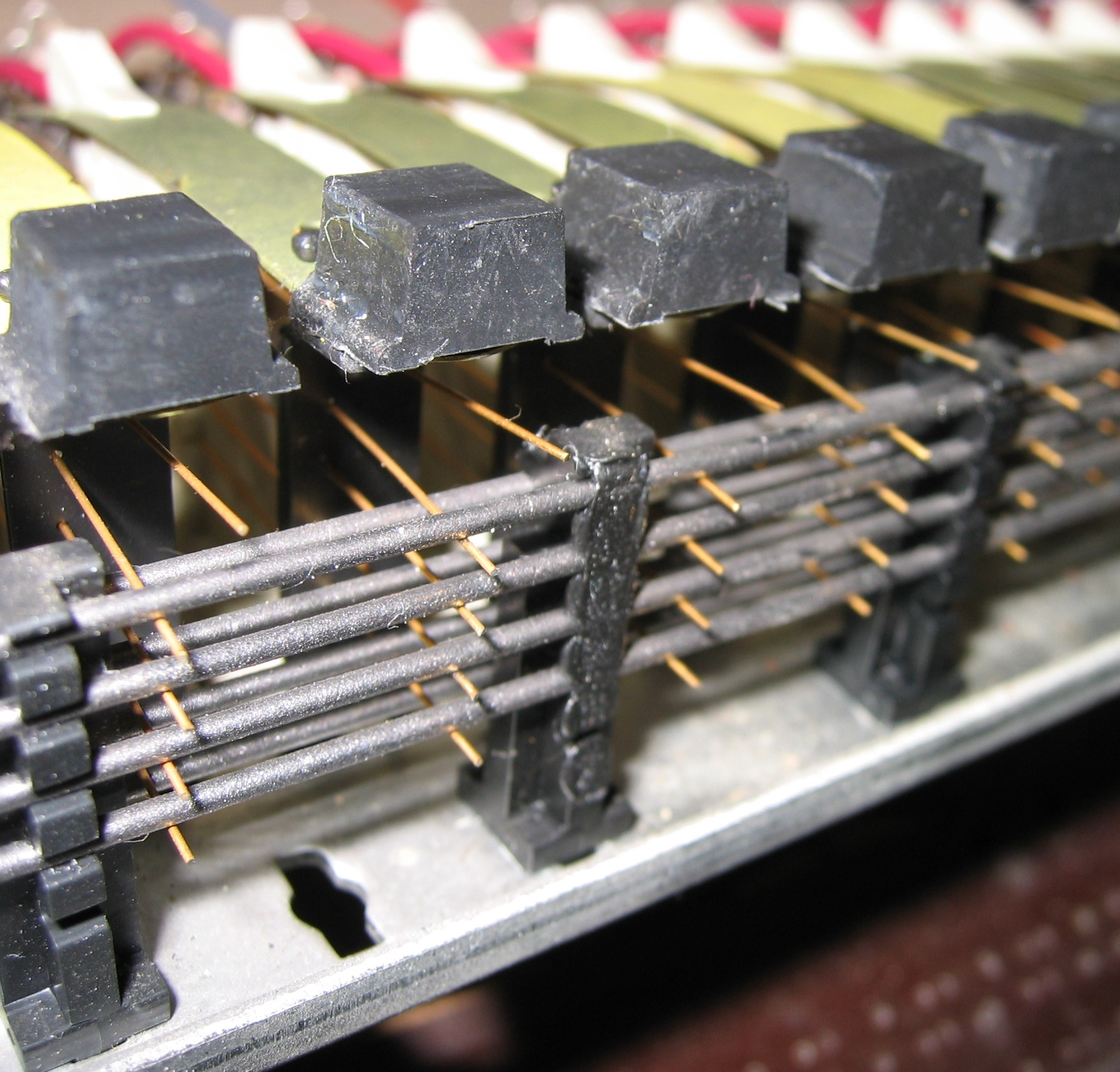
Fünf Klaviaturschalter je Taste des oberen Manuals der GM760
Das untere Manual hat nur drei Schalter, womit Percussion (Ausstattungsvariante) und Register mit 2⅔-Pfeifenlängen nicht durchgekoppelt werden können.

Wenn auch aus heutiger Sicht die Philicorda den asiatischen elektronischen Keyboards soundtechnisch nicht das Wasser reichen kann, so ist sie doch für Sammler und Liebhaber immer noch interessant, da sie aufgrund ihres Holzdesigns und den charakteristischen Lautsprecheröffnungen (Speichen) inzwischen als trendige Stilikone gilt und zudem technisch nahezu unverwüstlich ist; manche Philicorda-Orgeln laufen inzwischen schon vierzig Jahre mit den Originalröhren. Die Klangvarianten sind voreingestellte durch Filter erzeugte Wellenformen und Mischungen Grund- und aus Obertönen, die klassischen Instrumenten nachempfunden sind. Diese sind wiederum kombinierbar. Den „Hammond-Click“ kennt die Philicorda nicht. Die Tastschalter der Klaviatur sind korrosionsbeständig beschichtete Drähte, die auf Schienen, über die ein Schlauch aus Leitgummi geschoben wurde, gedrückt werden. Dies ist kein druckabhängiger Anschlag wie bei einem Klavier. Ein klickend und prellendes Einschalten wird dadurch vermieden. Die bis zu fünf Schaltkontakte einer Taste schalten nicht ausnahmslos gleichzeitig.

## Tonerzeugung

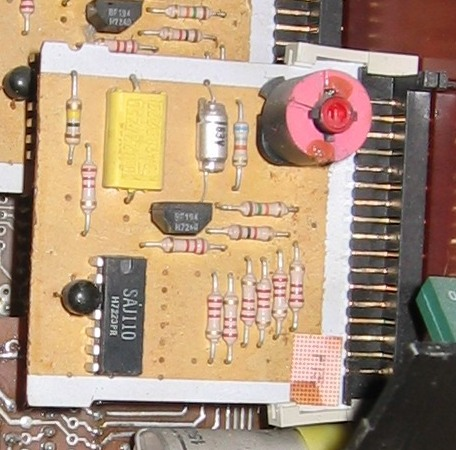
Tongeneratormodul der GM760

Die Modelle in Transistortechnik verfügen über 12 Oszillatoren oder Module, die je einen Ton im höchsten Oberton der höchsten Oktave erzeugen und auf diesen gestimmt sind. Die Halbierung der Tonfrequenz entspricht dem Ton der darunterliegenden Oktave. Die Philicorda benutzt dazu den integrierten Schaltkreis „SAJ110“ und die darin enthaltenen T-Flipflops hintereinander geschaltet in ihrer Eigenschaft als Frequenzteiler. Es genügt bei diesen Modellen eine Oktave in sich nachzustimmen, da die Töne anderen Oktaven im festen Teilerverhältnis 1:2 stehen.
Frühere Röhrenmodelle benutzen anfangs für jeden Ton dedizierte Oszillatoren basierend auf der Hartley-Schaltung. Später kamen diskret aufgebaute Flipflops mit 2 Transistoren und 2 Kondensatoren zum Einsatz, die den Zustand speicherten. Über einen dritten Kondensator wurde der Takt hinter einem Vorwiderstand zur Betriebsspannung eingespeist, was zum Umkippen führte.
Der Vibrato-Effekt ist in seiner Modulatorfrequenz nicht veränderbar, kann über Schalter zu oder abgeschaltet und über einen Dreh- oder Schiebepotentiometer in seiner Stärke gewählt werden.

## Professioneller Einsatz
Bekannte und bekennende Philicorda-Spieler im deutschsprachigen Raum sind/waren die Kölner Bands "Locas In Love" und "Kaufhaus Dahl", die Musiker der Gruppe "Paula", der Kabarettist Hanns Dieter Hüsch sowie der Musiker Danny Dziuk (Stefan Stoppok, Dziuks Küche). Auch die schwedische Indie-Musikerin Ellinor Blixt (von It’s a Musical) und der schwedische Keyboarder Tobias Winterkorn (von Junip) verwenden Philicorda-Modelle für Studioaufnahmen, letzterer auch bei Livekonzerten.